# Mazeyrolles
Mazeyrolles település Franciaországban, Dordogne megyében. Lakosainak száma 305 fő (2022. január 1.). Mazeyrolles Sainte-Foy-de-Belvès, Capdrot, Lavaur, Orliac, Blanquefort-sur-Briolance, Prats-du-Périgord, Saint-Cernin-de-l’Herm, Soulaures és Salles-de-Belvès községekkel határos.

## Népesség
A település népességének változása:
| Lakosok száma | 442  | 378  | 380  | 357  | 338  | 328  | 305  | 303  | 302  | 305  |
|               | 1968 | 1982 | 1990 | 2006 | 2013 | 2015 | 2017 | 2019 | 2020 | 2022 |